# Ephelis flavomarginalis
Ephelis flavomarginalis là một loài bướm đêm trong họ Crambidae.